# Trybunał Stanu
Trybunał Stanu (TS) – konstytucyjny organ władzy sądowniczej w Polsce, którego główne zadanie polega na egzekwowaniu odpowiedzialności najwyższych organów i urzędników państwowych za naruszenie Konstytucji lub ustawy w związku z zajmowanym stanowiskiem lub w zakresie swojego urzędowania (inaczej: popełnienie deliktu konstytucyjnego) oraz za przestępstwa pospolite i skarbowe w przypadku Prezydenta RP.
Pierwotnie utworzony w okresie międzywojennym, został w obecnym kształcie przywrócony w 1982 r. Od tego czasu rozpoznawał cztery sprawy, w wyniku których dwie osoby zostały skazane. 
Trybunał nie dysponuje własnym aparatem pomocniczym, a zamiast tego finansowanie, obsługę kancelaryjną oraz czynności sekretariatu zapewnia mu Sąd Najwyższy.

## Historia

### 1921–1952
Instytucję odpowiedzialności konstytucyjnej wprowadziła Konstytucja marcowa, uchwalona w 1921 roku, została ona utrzymana również w kolejnej Konstytucji kwietniowej z 1935 roku. Według Konstytucji marcowej składał się z Pierwszego Prezesa Sądu Najwyższego, 8 sędziów wskazanych przez sejm spoza swojego grona i 4 wskazanych przez senat. W Konstytucji kwietniowej złożony z PP SN oraz sześciu sędziów sądów powszechnych wybieranych przez prezydenta spośród wskazanych w podwójnej liczbie przez sejm i senat. Właściwości TS regulowały ustawy o Trybunale Stanu z 1923 i 1936.
Po II wojnie światowej, wbrew deklaracji zawartej w tzw. małej konstytucji z 1947 roku, nie przywrócono Trybunału Stanu; w konstytucji z 1952 stosownych regulacji zabrakło w ogóle.
Jedyne postępowanie przed Trybunałem Stanu w okresie międzywojennym znane jest jako sprawa Czechowicza.

### Od 1982
Instytucja Trybunału Stanu została przywrócona dopiero w 1982 przez ustawę z dnia 26 marca 1982 r. o Trybunale Stanu z dniem 6 kwietnia 1982. Ustawa ta, wraz z kolejnymi nowelizacjami, obowiązuje do dziś.

## Odpowiedzialność przed Trybunałem Stanu
Przed Trybunałem Stanu mogą zostać postawieni jedynie przedstawiciele najwyższych władz państwowych, wymienieni w art. 198 Konstytucji. Są to:
- Prezydent RP – za naruszenie Konstytucji lub ustawy, ale też za przestępstwa pospolite i skarbowe, przy czym odpowiedzialność ta ma charakter wyłączny (prezydent może być karany tylko przez Trybunał Stanu),
- Marszałek Sejmu i Marszałek Senatu wykonujący obowiązki Prezydenta RP – za naruszenie Konstytucji lub ustawy,
- Prezes Rady Ministrów i członkowie Rady Ministrów – za naruszenie Konstytucji lub ustawy oraz za przestępstwa związane z pełnioną przez nich funkcją,
- prezes NBP – za naruszenie Konstytucji lub ustawy,
- prezes NIK – za naruszenie Konstytucji lub ustawy,
- członkowie KRRiT – za naruszenie Konstytucji lub ustawy,
- kierownicy ministerstw – za naruszenie Konstytucji lub ustawy,
- Naczelny dowódca sił zbrojnych – za naruszenie Konstytucji lub ustawy,
- posłowie i senatorowie – za naruszenie zakazu prowadzenia działalności gospodarczej, która polega na osiąganiu korzyści majątkowych ze Skarbu Państwa oraz za naruszenie zakazu nabywania majątku ze Skarbu Państwa lub samorządu terytorialnego.

O postawieniu przed Trybunałem Stanu decydują:
- Zgromadzenie Narodowe:
  - w odniesieniu do Prezydenta RP wniosek w tej sprawie musi podpisać co najmniej 1/4 (140) członków ZN, a decyzja o postawieniu Prezydenta przed Trybunałem Stanu zapada, jeśli zagłosuje za nią co najmniej 2/3 (374) członków ZN.
- Sejm:
  - w odniesieniu do prezesa i członków Rady Ministrów, wniosek w tej sprawie może złożyć co najmniej 1/4 (115) posłów lub Prezydent RP, a decyzja o postawieniu członka Rady Ministrów przed Trybunałem Stanu zapada, jeśli zagłosuje za nią co najmniej 3/5 (276) posłów.
  - w odniesieniu do Prezesa NIK, członków KRRiT oraz Naczelnego dowódcy sił zbrojnych, wniosek w tej sprawie może złożyć co najmniej 1/4 (115) posłów lub Prezydent RP (za kontrasygnatą), a decyzja o postawieniu przed Trybunałem Stanu zapada bezwzględną większością głosów, w obecności co najmniej połowy ustawowej liczby posłów w Sejmie.
  - w odniesieniu do Prezesa NBP wniosek w tej sprawie może złożyć co najmniej 1/4 (115) posłów lub Prezydent RP (za kontrasygnatą), a decyzja o postawieniu przed Trybunałem Stanu zapadała bezwzględną większością głosów, w obecności co najmniej połowy ustawowej liczby posłów w Sejmie. Jednakże Trybunał Konstytucyjny wyrokiem z dnia 11 stycznia 2024 r. sygn. akt K 23/23[3] uznał  art. 11 ust. 1 zdanie drugie ustawy o Trybunale Stanu za częściowo niezgodny z art. 227 ust. 1 w związku z art. 227 ust. 2 w związku z art. 227 ust. 3 Konstytucji Rzeczypospolitej Polskiej. Zgodnie z tym wyrokiem wymieniony wyżej przepis traci moc w zakresie, w jakim umożliwia zawieszenie w czynnościach Prezesa Narodowego Banku Polskiego wskutek podjęcia przez Sejm, bezwzględną większością głosów w obecności co najmniej połowy ustawowej liczby posłów, uchwały o pociągnięciu Prezesa Narodowego Banku Polskiego do odpowiedzialności przed Trybunałem Stanu. Trybunał wskazał, że minimalną dopuszczalną większością jest 3/5 (276) posłów[4].
  - w odniesieniu do posłów, wniosek w tej sprawie może złożyć Marszałek Sejmu Rzeczypospolitej Polskiej, a decyzja o postawieniu posła przed Trybunałem Stanu zapada bezwzględną większością głosów w Sejmie.
- Senat:
  - w odniesieniu do senatorów, wniosek w tej sprawie może złożyć Marszałek Senatu Rzeczypospolitej Polskiej, a decyzja o postawieniu senatora przed Trybunałem Stanu zapada bezwzględną większością głosów w Senacie.

Wniosek o postawienie przed Trybunałem Stanu może złożyć też sejmowa komisja śledcza w odniesieniu do Prezesa NBP, Prezesa NIK-u, członków KRRiT oraz Naczelnego dowódcy sił zbrojnych, jeśli zostanie on poparty przez co najmniej 2/3 składu Komisji, w obecności co najmniej połowy jej członków. Aby któryś z wymienionych podmiotów stanął przed Trybunałem Stanu, podobnie jak w przypadku wniosku złożonego przez posłów lub Prezydenta, musi on zostać poparty w trakcie głosowania bezwzględną większością głosów w Sejmie.
Trybunał Stanu może orzekać kary:
- utraty czynnego i biernego prawa wyborczego,
- utraty wszystkich lub niektórych orderów, odznaczeń i tytułów honorowych,
- zakaz zajmowania kierowniczych stanowisk lub pełnienia funkcji związanych ze szczególną odpowiedzialnością w organach państwowych i organizacjach społecznych,
- pozbawienia mandatu poselskiego (od 2 do 10 lat),
- utraty zajmowanego stanowiska, z którego pełnieniem związana jest odpowiedzialność przed Trybunałem Stanu,
- za przestępstwa i przestępstwa skarbowe – kary i środki karne przewidziane w ustawach.

Wyrok wydany przez Trybunał Stanu jest ostateczny – nie ma w Polsce innego organu władzy, który mógłby go ewentualnie uchylić. Ponadto Trybunał Stanu jest jedynym wydającym wyroki organem władzy sądowniczej, od których Prezydent RP nie może zastosować ułaskawienia wobec osoby skazanej.
Trybunał Stanu jest jedynym organem, który może sądzić urzędującego Prezydenta za popełnienie przestępstwa lub przestępstwa skarbowego (właściwość wyłączna TS); w przypadku członków Rady Ministrów właściwość Trybunału ma charakter konkurencyjny: może ich sądzić sąd powszechny, o ile nie toczy się przeciwko nim postępowanie przed TS o dany czyn.

## Członkowie Trybunału Stanu
Skład Trybunału Stanu określa art. 199 Konstytucji. Trybunał Stanu składa się z przewodniczącego, którym jest z urzędu Pierwszy Prezes Sądu Najwyższego, 2 zastępców przewodniczącego i 16 członków wybieranych przez Sejm spoza grona posłów i senatorów na czas kadencji Sejmu. Zastępcy przewodniczącego Trybunału oraz co najmniej połowa członków Trybunału Stanu powinni mieć kwalifikacje wymagane do zajmowania stanowiska sędziego.
Zgodnie z art. 200 Konstytucji członkowie Trybunału Stanu objęci są immunitetem formalnym oraz przywilejem nietykalności. Żaden z członków Trybunału Stanu nie może być pociągnięty do odpowiedzialności karnej ani pozbawiony wolności bez zgody Trybunału. Członkowie Trybunału nie mogą być też zatrzymani ani aresztowani z wyjątkiem sytuacji, gdy zostali ujęci na gorącym uczynku przestępstwa a ich zatrzymanie jest niezbędne do zapewnienia prawidłowego toku postępowania. W takiej sytuacji o zatrzymaniu musi zostać niezwłocznie powiadomiony Przewodniczący Trybunału Stanu, który może nakazać natychmiastowe zwolnienie zatrzymanej osoby.
Z tytułu członkostwa w Trybunale Stanu nie przysługuje regularne wynagrodzenie.

## Skład w okresie VIII kadencji Sejmu[5]
Przewodniczący:
- Małgorzata Gersdorf (z urzędu jako Pierwsza Prezes Sądu Najwyższego)

Zastępcy Przewodniczącego:
- Jerzy Kozdroń
- Andrzej Rogoyski (od 23 marca 2017)

Członkowie (od 18 listopada 2015):
- Piotr Andrzejewski
- Kazimierz Barczyk
- Marek Czeszkiewicz
- Jacek Dubois
- Czesław Kłak (od 22 marca 2018)
- Andrzej Kojro
- Maciej Miłosz
- Witold Pahl
- Maciej Prostko (od 17 stycznia 2019)
- Zbigniew Sieczkoś
- Bogdan Szlachta
- Paweł Śliwa
- Jerzy Wierchowicz
- Maciej Zaborowski (od 28 lutego 2018)
- Józef Zych

### Byli członkowie Trybunału Stanu VIII kadencji
- Rafał Sura (zrzeczenie 16 listopada 2016[6], wybrany przez Senat na członka Rady Polityki Pieniężnej[7])
- Mariusz Muszyński (zrzeczenie 10 lutego 2017[8])
- Bogusław Banaszak (wybór 26 stycznia 2017, zm. 9 stycznia 2018[9])
- Jarosław Wyrembak (zrzeczenie 31 stycznia 2018[10], wybrany 26 stycznia 2018 przez Sejm na sędziego Trybunału Konstytucyjnego[11])
- Robert Majka (zrzeczenie 20 listopada 2018[12])
- Andrzej Rościszewski (zm. 16 sierpnia 2019)

## Skład w okresie IX kadencji Sejmu[13]
Przewodniczący:
- Małgorzata Manowska (z urzędu jako Pierwsza Prezes Sądu Najwyższego)

Zastępcy Przewodniczącego (od 21 listopada 2019):
- Piotr Andrzejewski
- Marek Chmaj

Członkowie (od 21 listopada 2019):
- Roman Budzinowski
- Marek Czeszkiewicz
- Jacek Dubois
- Sebastian Gajewski
- Jan Jobs
- Piotr Jóźwiak
- Czesław Kłak
- Andrzej Kojro
- Iwona Olejnik
- Bogdan Szlachta
- Paweł Śliwa
- Marcin Wawrzyniak
- Maciej Zaborowski
- Tomasz Zalasiński

### Byli członkowie Trybunału Stanu IX kadencji
- Małgorzata Gersdorf (do 30 kwietnia 2020, zakończenie kadencji Pierwszego Prezesa Sądu Najwyższego)
- Witold Pahl (do 19 października 2023, zrzeczenie się funkcji)[14]
- Zdzisław Gawlik (do 2 listopada 2023, zrzeczenie się funkcji)[15]

## Skład w okresie X kadencji Sejmu[16]
Przewodniczący:
- Małgorzata Manowska (z urzędu jako Pierwsza Prezes Sądu Najwyższego)

Zastępcy Przewodniczącego (od 21 listopada 2023):
- Piotr Andrzejewski
- Jacek Dubois

Członkowie (od 21 listopada 2023):
- Marek Czeszkiewicz
- Kamila Ferenc
- Sabina Grabowska
- Adam Koczyk
- Jan Majchrowski
- Marek Małecki
- Marek Mikołajczyk
- Maciej Miłosz
- Marcin Radwan-Röhrenschef
- Przemysław Rosati
- Piotr Sak
- Adrian Salus
- Marcin Wawrzyniak
- Maciej Zaborowski
- Piotr Zientarski
- Józef Zych

## Postępowania przed Trybunałem Stanu
- Sprawa Czechowicza (1929) – skierowana przez Trybunał do ponownego rozpatrzenia przez Sejm, do czego z powodów politycznych nigdy nie doszło
- Sprawa byłego premiera Piotra Jaroszewicza i byłego wicepremiera Tadeusza Pyki (1984) – zakończona umorzeniem
- Afera alkoholowa (1997), oskarżeni:
  - były minister finansów Andrzej Wróblewski – uniewinniony
  - były minister spraw wewnętrznych Czesław Kiszczak – uniewinniony
  - były minister rynku wewnętrznego Aleksander Mackiewicz – uniewinniony
  - były minister współpracy gospodarczej z zagranicą Dominik Jastrzębski – skazany na 5 lat utraty biernego prawa wyborczego i tyle samo lat zakazu zajmowania stanowisk kierowniczych
  - były prezes Głównego Urzędu Ceł Jerzy Ćwiek – skazany na 5 lat utraty biernego prawa wyborczego i tyle samo lat zakazu zajmowania stanowisk kierowniczych
- Sprawa byłego ministra skarbu Emila Wąsacza – umorzona w 2006 ze względu na błędy proceduralne, decyzja uchylona w II instancji w marcu 2007. Sprawa prawomocnie umorzona 3 lipca 2019 r.[17]

## Akty prawne dotyczące Trybunału Stanu
| Lp. | Akt prawny | Data wejścia w życie | Data uchylenia       | Uwagi |
| --- | --- | -------------------- | -------------------- | --- |
| 1   | Ustawa z dnia 17 marca 1921 r. – Konstytucja Rzeczypospolitej Polskiej | 1 czerwca 1921       | 24 kwietnia 1935     | 24 kwietnia 1935 weszła w życie konstytucja kwietniowa. |
| 1a  | Ustawa z dnia 27 kwietnia 1923 r. o Trybunale Stanu (Dz.U. z 1923 r. nr 59, poz. 415) | 15 czerwca 1923      | 22 lipca 1936        | |
| 2   | Ustawa Konstytucyjna z dnia 23 kwietnia 1935 r. | 24 kwietnia 1935     | 1944                 | Uznana za nieobowiązującą przez Manifest PKWN z dnia 22 lipca 1944 r. |
| 2a  | Ustawa z dnia 14 lipca 1936 r. o Trybunale Stanu (Dz.U. z 1936 r. nr 56, poz. 403) | 22 lipca 1936        | po 1945              | Desuetudo |
| 3   | Ustawa Konstytucyjna z dnia 19 lutego 1947 r. o ustroju i zakresie działania najwyższych organów Rzeczypospolitej Polskiej | 20 lutego 1947       | 22 lipca 1952        | Przewidywała powołanie (w drodze osobnej ustawy) organów właściwych do orzekania o odpowiedzialności konstytucyjnej Prezydenta Rzeczypospolitej (określonej w Konstytucji z 1921 r.) oraz ministrów, co nie zostało zrealizowane. |
| 4   | Konstytucja Polskiej Rzeczypospolitej Ludowej z dnia 22 lipca 1952 r. (w brzmieniu nadanym przez Ustawę z dnia 26 marca 1982 r. o zmianie Konstytucji Polskiej Rzeczypospolitej Ludowej (Dz.U. z 1982 r. nr 11, poz. 83)) | 22 lipca 1952        | 17 października 1997 | Przepisy dotyczące Trybunału weszły w życie 6 kwietnia 1982 r. |
| 4a  | Ustawa z dnia 26 marca 1982 r. o Trybunale Stanu (Dz.U. z 1982 r. nr 11, poz. 84, Dz.U. z 1993 r. nr 5, poz. 22 i Dz.U. z 1993 r. nr 7, poz. 34, Dz.U. z 1996 r. nr 73, poz. 350, Dz.U. z 1999 r. nr 35, poz. 321, Dz.U. z 2001 r. nr 125, poz. 1372, Dz.U. z 2003 r. nr 175, poz. 1692, Dz.U. z 2004 r. nr 25, poz. 219, Dz.U. z 2010 r. nr 75, poz. 472, Dz.U. z 2010 r. nr 182, poz. 1228, Dz.U. z 2016 r. poz. 437, Dz.U. z 2019 r. poz. 125, Dz.U. z 2021 r. poz. 1560) (teksty jednolite: Dz.U. z 1993 r. nr 38, poz. 172, Dz.U. z 2002 r. nr 101, poz. 925, Dz.U. z 2016 r. poz. 2050, Dz.U. z 2019 r. poz. 2122, Dz.U. z 2022 r. poz. 762) | 6 kwietnia 1982      |                      | Obowiązuje |
| 4b  | Uchwała Sejmu Polskiej Rzeczypospolitej Ludowej z dnia 6 lipca 1982 r. w sprawie regulaminu czynności Trybunału Stanu (M.P. z 1982 r. nr 17, poz. 135) | 21 lipca 1982        | 7 marca 2022         | Uchylona |
| 5   | Konstytucja Rzeczypospolitej Polskiej z dnia 2 kwietnia 1997 r. | 17 października 1997 |                      | Obowiązuje |
| 5a  | Uchwała Trybunału Stanu z dnia 19 stycznia 2022 r. w sprawie regulaminu Trybunału Stanu (M.P. z 2022 r. poz. 309) | 7 marca 2022         |                      | Obowiązuje |